# René Lawson
René L. Lawson (Chilecito, 22 de enero de 1891-desconocido) fue un político y diplomático argentino. Fue legislador provincial de Santa Fe (1932-1933), gobernador interino del Territorio Nacional del Neuquén entre 1937 y 1938, y embajador argentino en la India de 1954 a 1955.

## Biografía
Nació en Chilecito (provincia de La Rioja), hijo de Juana Matterson Juárez y Guillermo Lawson. Dirigió la compañía Springer y Möller.
Fue contador, inspector de contabilidad y gerente de la compañía La Forestal. Miembro de la Unión Cívica Radical, entre 1932 y 1933 fue miembro de la Cámara de Diputados de la Provincia de Santa Fe por el Departamento Vera.
Entre julio de 1937 y marzo de 1938, fue gobernador interino del Territorio Nacional del Neuquén en reemplazo de Enrique Pilotto, de quien era secretario desde 1934. En octubre de 1937 inauguró el puente Neuquén-Cipolletti, en el Territorio Nacional del Río Negro.
Entre 1946 y 1947, fue interventor federal interino de la provincia de Tucumán. En esa misma provincia había sido ministro de gobierno en 1945.
Entre 1947 y 1951, fue consejero de la legación argentina en Dinamarca. El 27 de enero de 1953 recibió el exequatur como cónsul general en Londres (Reino Unido). De 1953 a 1954 fue encargado de negocios en Madrid (España). De 1954 a 1955 fue embajador en la India. Se mantuvo en el cargo tiempo después del golpe de Estado de la Revolución Libertadora.